# Natalia Salas
Natalia Salas Zuazo (Lima, 23 de agosto de 1987) es una actriz, cantante, animadora infantil y presentadora peruana. Es más conocida por el rol estelar de Andrea Aguirre en la serie televisiva Al fondo hay sitio.

## Carrera
Salas se inicia en la música, antes que en el teatro. Participa en el concurso de canto del programa Vale la pena soñar.
Salas debuta en la televisión con un papel menor en la miniserie Rita y yo. Posteriormente, ese mismo año participa en la serie Así es la vida. 
En 2008, protagoniza la telenovela Grafitti, junto a Jesús Neyra, y al año siguiente, interpreta a Thalía en Placeres y Tentaciones.
En 2010, ingresa al elenco principal de la serie Al fondo hay sitio interpretando a Andrea Aguirre, en donde finaliza su participación en 2013, y regresa como invitada especial en 2016. 
Al año siguiente, participa en el musical Amor sin barreras (West side story), y en 2012 en el musical Chicago. Salas también actúa en el filme El buen Pedro de Sandro Ventura, en donde es la protagonista de la película.
En 2013, es parte del ensamble del musical El Chico de Oz.
En 2019, Salas participa en El artista del año quedando en segundo puesto tras dos meses de competencia. Ese mismo año, conduce el matinal El show después del show junto a Ethel Pozo, Renzo Schuller y Edson Dávila "Giselo".
En 2022, participa como invitada especial en la novena temporada de Al fondo hay sitio, repitiendo su papel de Andrea Aguirre.
En el 2023 participó en El gran chef famosos, consagrándose como la ganadora de la segunda temporada y alzando la olla de campeona.

## Vida personal
Es hermana de la también actriz Adriana Salas.
Actualmente, es esposa de Sergio Coloma con el que tiene un hijo. El matrimonio es muy activo en redes sociales, haciendo contenido de humor y comedia en TikTok, además de aparecer en los medios.
En septiembre de 2022, Natalia Salas confirma por medio de sus redes sociales que tiene cáncer de mama. Actualmente está en proceso de recuperación.

## Filmografía
| Televisión           | Televisión                                  | Televisión                              | Televisión                                                  | Televisión                                                  | Televisión           |
| Series y telenovelas | Series y telenovelas                        | Series y telenovelas                    | Series y telenovelas                                        | Series y telenovelas                                        | Series y telenovelas |
| Año                  | Título                                      | Personaje                               | Notas                                                       | Notas                                                       | Ref.                 |
| -------------------- | ------------------------------------------- | --------------------------------------- | ----------------------------------------------------------- | ----------------------------------------------------------- | -------------------- |
| 2007                 | Rita y Yo                                   | Leticia                                 | Rol Principal                                               | Rol Principal                                               |                      |
| 2007                 | Así es la vida                              | Paola Vicich Ponce de León              | Rol Principal                                               | Rol Principal                                               |                      |
| 2008–2009            | Grafitti                                    | Alina Santa Cruz Maldonado "La Gata"    | Rol Protagónico                                             | Rol Protagónico                                             |                      |
| 2009                 | Placeres y Tentaciones                      | Thalía                                  | Rol Protagónico                                             | Rol Protagónico                                             |                      |
| 2009                 | Clave uno: Médicos en alerta                | Juana                                   | Rol Recurrente                                              | Rol Recurrente                                              |                      |
| 2010                 | Puro corazón: La historia del Grupo 5       | Karina                                  | Rol Antagónico                                              | Rol Antagónico                                              |                      |
| 2010                 | El enano                                    | Roxana Choque                           | Rol Secundario                                              | Rol Secundario                                              |                      |
| 2010–2013            | Al fondo hay sitio                          | Andrea Aguirre / "Nariz de Loro Muerto" | Rol Principal                                               | Rol Principal                                               |                      |
| 2016                 | Al fondo hay sitio                          | Andrea Aguirre / "Nariz de Loro Muerto" | Rol de Invitada Especial                                    | Rol de Invitada Especial                                    |                      |
| 2022                 | Al fondo hay sitio                          | Andrea Aguirre / "Nariz de Loro Muerto" | Rol de Invitada Especial                                    | Rol de Invitada Especial                                    | [ 5 ]                |
| 2012                 | La Faraona                                  | Marlene Merino                          | Rol Antagónico Principal                                    | Rol Antagónico Principal                                    |                      |
| 2013                 | Solamente Milagros                          | Liliana                                 | Rol Principal (1 episodio)                                  | Rol Principal (1 episodio)                                  |                      |
| 2016                 | Internet Drama                              | Moxette 1                               | Rol Secundario                                              | Rol Secundario                                              |                      |
| 2016                 | Internet Drama                              | Prisionera 1                            | Rol Secundario                                              | Rol Secundario                                              |                      |
| 2016                 | Internet Drama                              | Stalker                                 | Rol Secundario                                              | Rol Secundario                                              |                      |
| 2016                 | Internet Drama                              | Vecina                                  | Rol Secundario                                              | Rol Secundario                                              |                      |
| 2016–2017            | El regreso de Lucas                         | Emma Bauer                              | Rol Recurrente                                              | Rol Recurrente                                              |                      |
| 2017                 | TEAM: Tu embajada al mundo                  | Claudia                                 | Rol Principal                                               | Rol Principal                                               |                      |
| 2018                 | ¿O Besas o no Besas?                        | Karina                                  |                                                             |                                                             |                      |
| 2019                 | De vuelta al barrio                         | Lucrecia Anastasia Sandoval Suisarreta  | Rol Secundario                                              | Rol Secundario                                              |                      |
| 2020                 | Papá en cuarentena                          | Zoila de Paloma                         | Rol Principal                                               | Rol Principal                                               |                      |
| Programas            |                                             |                                         |                                                             |                                                             |                      |
| Año                  | Título                                      | Rol                                     | Notas                                                       | Notas                                                       | Ref.                 |
|                      | Vale la pena soñar                          | Ella misma                              | Concursante                                                 | Concursante                                                 |                      |
| 2010                 | Habacilar: Amigos y rivales                 | Ella misma                              | Concursante                                                 | Concursante                                                 |                      |
| 2014                 | Lorena y Nicolasa                           | Ella misma                              | Invitada Especial                                           | Invitada Especial                                           |                      |
| 2015                 | El gran show                                | Ella misma                              | Temporada 13 Refuerzo Especial                              | Temporada 13 Refuerzo Especial                              |                      |
| 2016                 | El gran show                                | Ella misma                              | Temporada 15 Refuerzo Especial                              | Temporada 15 Refuerzo Especial                              |                      |
| 2016                 | Los reyes del playback                      | Ella misma                              | Concursante                                                 | Concursante                                                 |                      |
| 2018                 | Cinescape                                   | Ella misma                              | Invitada Especial                                           | Invitada Especial                                           |                      |
| 2019                 | Mi mamá cocina mejor que la tuya            | Ella misma                              | Concursante Invitada (Ganadora)                             | Concursante Invitada (Ganadora)                             |                      |
| 2019                 | El artista del año                          | Ella misma                              | Temporada 4 Concursante (2° Puesto)                         | Temporada 4 Concursante (2° Puesto)                         |                      |
| 2019                 | El artista del año                          | Ella misma                              | Temporada 5 Retadora Especial                               |                                                             |                      |
| 2019                 | El dúo perfecto                             | Ella misma                              | Concursante (7° Puesto, Tercera Eliminada) (Con Mayra Goñi) | Concursante (7° Puesto, Tercera Eliminada) (Con Mayra Goñi) |                      |
| 2019                 | El show después del show                    | Ella misma                              | Presentadora                                                | Presentadora                                                |                      |
| 2019                 | El artista del año: Especial de 2019        | Ella misma                              | Presentadora                                                | Presentadora                                                |                      |
| 2020                 | Estás en todas                              | Ella misma                              | Invitada Especial (Secuencia: Chocahuarique)                | Invitada Especial (Secuencia: Chocahuarique)                |                      |
| 2021                 | Estás en todas                              | Ella misma                              | Invitada Especial                                           | Invitada Especial                                           |                      |
| 2020                 | América hoy                                 | Ella misma                              | Presentadora                                                | Presentadora                                                |                      |
| 2021                 | América hoy                                 | Ella misma                              | Invitada Especial                                           | Invitada Especial                                           |                      |
| 2020                 | Francamente                                 | Ella misma                              | Invitada Especial                                           | Invitada Especial                                           |                      |
| 2020                 | Correo                                      | Ella misma                              | Invitada Especial                                           | Invitada Especial                                           |                      |
| 2020                 | En boca de todos                            | Ella misma                              | Invitada Especial                                           | Invitada Especial                                           |                      |
| 2022                 | PBO con Marycarmen y Paco                   | Ella misma                              | Invitada Especial                                           | Invitada Especial                                           |                      |
| 2022                 | La Linares                                  | Ella misma                              | Invitada Especial                                           | Invitada Especial                                           |                      |
| 2023                 | El Gran Chef Famosos                        | Participante                            | Ganadora (1° Puesto)                                        | Ganadora (1° Puesto)                                        |                      |
| 2023                 | Más conectados                              | Copresentadora                          | Emitido por TV Perú                                         | [ 6 ]                                                       |                      |
| 2024                 | Tu cumple vale                              | Presentadora                            | Emitido por Latina Televisión                               | [ 7 ]                                                       |                      |
| Cine                 |                                             |                                         |                                                             |                                                             |                      |
| Año                  | Título                                      | Personaje                               | Notas                                                       | Notas                                                       | Ref.                 |
| 2012                 | El buen Pedro                               | Ángela                                  | Rol Protagónico                                             | Rol Protagónico                                             |                      |
| 2014                 | Los súper agentes locos                     | Anciana                                 | Rol Secundario (Voz; Doblaje Peruano)                       | Rol Secundario (Voz; Doblaje Peruano)                       |                      |
| 2014                 | Los súper agentes locos                     | Cucaracha                               | Rol Secundario (Voz; Doblaje Peruano)                       | Rol Secundario (Voz; Doblaje Peruano)                       |                      |
| 2015                 | Poseídas                                    | Ximena                                  | Rol Principal                                               | Rol Principal                                               |                      |
| 2015                 | Robert, el muñeco poseído                   | Jenny Otto                              | Rol Protagónico (Doblaje Latino)                            | Rol Protagónico (Doblaje Latino)                            |                      |
| 2017                 | Una Comedia Macabra                         | Jenny                                   | Rol Principal                                               | Rol Principal                                               |                      |
| 2017                 | Aj! Zombies                                 | Ximena                                  | Rol Principal                                               | Rol Principal                                               |                      |
| 2018                 | No Me Digas Solterona                       | Mariana                                 | Rol Principal                                               | Rol Principal                                               |                      |
| 2018                 | Utopía, La película                         | Maritza Alfaro Melchiorre               | Rol Principal                                               | Rol Principal                                               |                      |
| 2022                 | No Me Digas Solterona 2                     | Mariana                                 | Rol Principal                                               | Rol Principal                                               |                      |
|                      | No Me Digas Solterona 3                     | Mariana                                 | Rol Principal                                               | Rol Principal                                               |                      |
| Teatro               |                                             |                                         |                                                             |                                                             |                      |
| Año                  | Título                                      | Personaje                               | Notas                                                       | Notas                                                       | Ref.                 |
| 2010–2012            | Al fondo hay sitio                          | Andrea Aguirre                          | Rol Principal                                               | Rol Principal                                               |                      |
| 2011                 | Amor sin barreras (West side story)         | Velma (Ensamble)                        | Rol Principal                                               | Rol Principal                                               |                      |
| 2012                 | Chicago                                     | Liza / Kitty Katz (Ensamble)            | Teatro: Teatro Municipal de Lima y Teatro Marsano           | Teatro: Teatro Municipal de Lima y Teatro Marsano           |                      |
| 2012                 | Fantabuloso                                 |                                         | Rol Protagónico                                             | Rol Protagónico                                             | [ 8 ]                |
| 2013                 | El Chico de Oz                              | (Ensamble)                              | Teatro: Teatro Municipal de Lima                            | Teatro: Teatro Municipal de Lima                            |                      |
| 2014                 | María Julia y el árbol gallinero            |                                         | Teatro: Teatro Británico                                    | Teatro: Teatro Británico                                    |                      |
| 2014                 | Yo te enseño a ser infiel                   |                                         | Teatro: Teatro Canout                                       | Teatro: Teatro Canout                                       |                      |
| 2014                 | Té de tías                                  | Alyssa                                  | Teatro: Palco Restobar                                      | Teatro: Palco Restobar                                      |                      |
| 2016                 | Déjame que te cuente, el Musical de Chabuca |                                         | Teatro: Teatro Municipal de Lima                            | Teatro: Teatro Municipal de Lima                            |                      |
|                      | Zapping 3 musicales en 1                    |                                         | Rol Principal                                               | Rol Principal                                               |                      |
|                      | Japan, el Musical                           |                                         | Rol Principal                                               | Rol Principal                                               |                      |
| 2019                 | Té de tías (Reposición)                     | Alyssa                                  | Teatro: Teatro Mario Vargas Llosa                           | Teatro: Teatro Mario Vargas Llosa                           |                      |
| 2020                 | Pantaleón y las visitadoras                 | "Pechuga"                               | Teatro: Teatro de la UPAO                                   | Teatro: Teatro de la UPAO                                   |                      |
| 2021                 | Té de tías: El musical                      | Alyssa                                  | Rol Protagónico                                             | Rol Protagónico                                             |                      |
| 2022                 | Amor, tenemos que hablar                    |                                         | Rol Protagónico                                             | Rol Protagónico                                             | [ 9 ]                |
| 2022                 | Amor, tenemos que hablar                    | Teatro: Teatro Pirandello               |                                                             |                                                             | [ 9 ]                |
| 2022                 | Té de tías                                  | Alissa                                  | Rol Protagónico                                             | Rol Protagónico                                             | [ 10 ]               |
| 2022                 | Té de tías                                  | Alissa                                  | Dirección: Atilio Quesada Oré                               |                                                             | [ 10 ]               |
| 2022                 | Té de tías                                  | Alissa                                  | Teatro: Teatro Ricardo Palma de Miraflores                  |                                                             | [ 10 ]               |
| 2022                 | Las chicas de 4to C (Reposición)            |                                         | Rol Principal                                               | Rol Principal                                               |                      |
| Radio                |                                             |                                         |                                                             |                                                             |                      |
| Año                  | Título                                      | Rol                                     | Notas                                                       | Canal                                                       | Ref.                 |
| 2015–2021            | El búnker                                   | Ella misma                              | Locutora                                                    | Onda Cero                                                   |                      |
| Web                  |                                             |                                         |                                                             |                                                             |                      |
| Año                  | Título                                      | Rol                                     | Notas                                                       | Notas                                                       | Ref.                 |
|                      | Natalia Salas                               | Ella misma                              | Programa para YouTube                                       | Programa para YouTube                                       |                      |
| Presentadora         | Natalia Salas                               | Ella misma                              |                                                             |                                                             |                      |
| Vídeos musicales     |                                             |                                         |                                                             |                                                             |                      |
| Año                  | Título                                      | Personaje                               | Notas                                                       | Notas                                                       | Ref.                 |
| 2010                 | Amor sincero                                | Andrea Aguirre                          | De Marina Yafac                                             | De Marina Yafac                                             |                      |
| 2012                 | Que te vaya bien                            | Andrea Aguirre                          | De Erick Elera                                              | De Erick Elera                                              |                      |
| 2013                 | Hoy solo quisiera                           | Andrea Aguirre                          | De Natalia Salas                                            | De Natalia Salas                                            |                      |
| 2016                 | Al fondo hay sitio                          | Andrea Aguirre                          | De Tommy Portugal                                           | De Tommy Portugal                                           |                      |
| 2016                 | Las Lomas                                   | Andrea Aguirre                          | De Juan Carlos Fernández                                    | De Juan Carlos Fernández                                    |                      |

### Spots publicitarios
- América Televisión (2010) como Andrea Aguirre.
- Frugo Kards: Al fondo hay sitio (2010) como Andrea Aguirre.
- Banco de crédito (BCP) (2011) como Imagen comercial.
- Concytec Perú (2018) como Imagen comercial.
- Teletón y América Televisión: De todos para todos (2019) como Imagen comercial.
- Mensaje de amar (2022) como Ella misma.
- FPC (2022) (Con Anahí de Cárdenas) como Ella misma.

### Giras televisivas
- Al fondo hay sitio: Festival Peruano de Nueva Jersey (2010).
- Al fondo hay sitio: Estadio Santa Cruz de Bolivia (2010).
- Al fondo hay sitio: Estadio Santa Cruz de Bolivia (2012).

## Eventos

### Circos
- Circo de Al fondo hay sitio (2010) como 'Andrea Aguirre' (Ella misma).

### Otros
- ¡Asu mare! 3: En Miami (Avant premiere) (2018) como Invitada.

## Discografía

### Temas musicales
- «Hoy solo quisiera» (2013) (Tema para Al fondo hay sitio).
- «Amor sincero (Nueva versión)».
- «Nada me detiene (Nueva versión)» (2022).
- «Solamente tú (Nueva versión)» (2022).
- «La nueva Macarena» (2022) (Tema para FPC).

### Bandas sonoras
- Al fondo hay sitio (2013).

## Literatura

### Álbumes
- Al fondo hay sitio: Segunda Temporada (2010) como Margarita Arizmendi (Imagen).
- Al fondo hay sitio: Tercera Temporada (2011) como Margarita Arizmendi (Imagen).